# Buyant (Hovd)
Buyant (em mongol:  Буянт) é um distrito (sum) da Mongólia localizado na província de Khovd.